# 转法轮 (书)
《转法轮》是法轮功的主要书籍，作者是法轮功的创始人李洪志，1995年1月4日开始在中国官方出版社发行。曾列1996年1月北京市的畅销书排行榜。

## 版本
在中国当局镇压法轮功之前，法轮功相关书籍在中国大陆公开出版，主要包括：《中国法轮功》（军事谊文出版社出版）、《转法轮》（中国广播电视出版社出版）、《转法轮（卷二）》（中国世界语出版社出版）、《法轮大法义解》（长春出版社出版）、《神通大法━━李洪志和中国法轮功》（沈阳出版社出版）。
据法輪功网站，目前已经发表的法轮功书籍有《法轮功》、《转法轮》、《转法轮（卷二）》、《法轮大法义解》、《转法轮法解》、《法轮大法 大圆满法》、《法轮大法 精進要旨》、《法轮大法 悉尼法会讲法》、《法轮大法 美国法会讲法》和《洪吟》等51本，这些著作已译成50多种外文版，在全世界发行和传播。

## 評價
法轮功创始人李洪志表示：“真正的指导修炼的只有《转法轮》”
1999年4月中国科学院院士何祚庥在其发表的文章中，指出《转法轮》中所阐述的一些内容属于“伪科学”。该文章题为《我不赞成青少年炼气功》，刊登于1999年4月的《天津科技》杂志上。在文中，他明确将法轮功称为“伪科学”，并认为其对青少年健康有害  。何祚庥：《我不赞成青少年炼气功》，《天津科技》，1999年04期。何祚庥院士还举例指出，“法轮功”宣传中那些例如“元神出窍”“看到炼钢炉内部原子分子变化”的内容，完全不符合物理、化学常识，属于科学瞎吹。1996年上半年罗幹令中宣部副部长召集《光明日报》媒体等发表批评法轮功的文章。1996年6月17日《光明日报》把《转法轮》描述成迷信，1996年7月24日中宣部称要禁止法轮功书籍的出版。
2004年澳洲廣播公司「澳大利亞最受歡迎100本書」中獲選第14名。
2011年3月1日，中国新闻出版总署署长柳斌杰签署《中华人民共和国新闻出版总署第五十号》文件，该文件废止了1999年有关法轮功书籍的禁令。

## 外部連結
- 《轉法輪》正體中文版 （页面存档备份，存于）
- 《轉法輪》簡體中文版 （页面存档备份，存于）
- 《轉法輪》的故事 （页面存档备份，存于）